# Linotórax

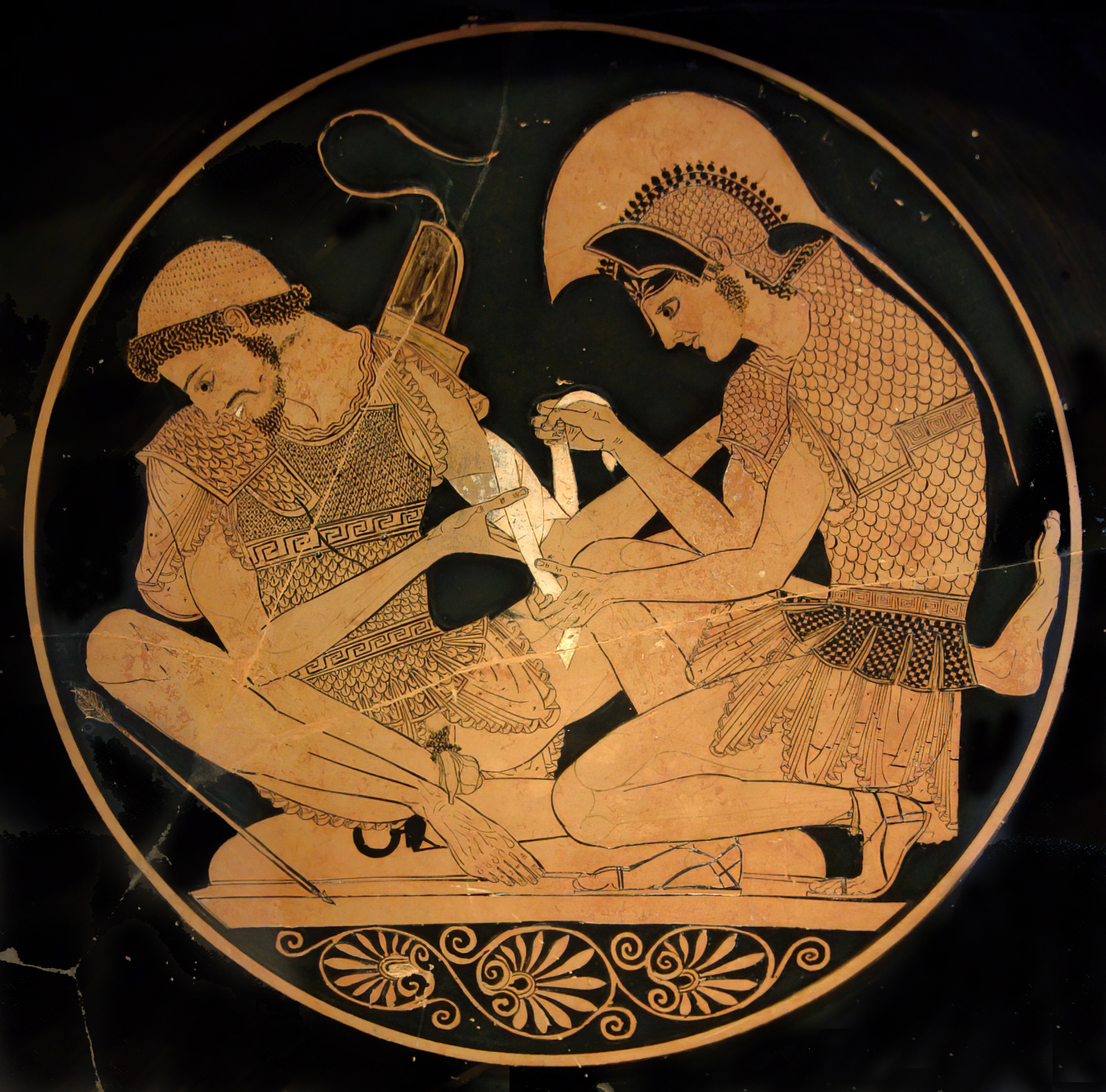
Aquiles cura a Patroclo, desde que aprendió el arte de la medicina de su tutor, Quirón.

El linotórax era un tipo de armadura usada por los antiguos griegos desde la época micénica hasta la clásica. El linotórax es mencionado por Homero en la Ilíada. El linotórax parece haber sido la armadura más popular entre finales del siglo VI a. C. y el siglo V a. C., desde la época de las guerras médicas hasta la guerra del Peloponeso. Sin embargo, se volvió popular otra vez gracias a las reformas del general ateniense Ifícrates a mediados del siglo IV a. C. y después en los ejércitos de Filipo II de Macedonia y su hijo Alejandro Magno. La disminución del uso del linotórax, alrededor del final del siglo III a. C., parece tener correlación con el aumento del empleo de la malla, o cota de malla. 

## Construcción
Muchos creen que el linotórax era construido con varias capas de lino, entre 12 y 20 son los números comúnmente expresados. Algunos han afirmado que estaba hecho de cuero pero no hay pruebas para respaldarlo. También ha sido afirmado que las capas de lino fueron pegadas con cola animal, o una clase de resina flexible, pero es más probable que las capas fueran acolchadas. Hubo un hallazgo parcial de un linotórax encontrado durante una excavación en un arsenal en Tebas. Un fragmento de multicapas de lino encontrado en una tumba micénica también podría haber formado parte de un linotórax.
Se ha creído a menudo que una de las razones principales para el cambio de la armadura de bronce de los primeros griegos por el linotórax fue debido a lo asequible del lino usado en su fabricación, esto sin embargo es falso, dado que el coste del lino en el mundo antiguo era también caro. Sin embargo para la fabricación de armadura de bronce era necesario herreros expertos, la armadura de lino podía fabricarse por cualquier mujer del mundo griego 